# USS Minneapolis (CA-36)
L'USS Minneapolis (codice e numero d'identificazione CA-36) è stato un incrociatore pesante appartenente alla United States Navy, terza unità della classe New Orleans e così nominato dall'omonima città del Minnesota.
Entrato in servizio nel giugno 1934, attese a periodiche esercitazioni di tiro e addestramenti vari con la United States Pacific Fleet, eccettuato un breve periodo agli inizi del 1939 che lo vide operare in Oceano Atlantico. Di stanza a Pearl Harbor dal 1940, dopo l'attacco del 7 dicembre 1941 condotto dall'Impero giapponese rimase di pattuglia al largo delle Hawaii, poi tra gennaio e marzo scortò assieme ad altre unità le portaerei USS Lexington e USS Yorktown in alcuni rapidi raid nei territori occupati dal Giappone nel Pacifico. Fornì fuoco antiaereo durante la battaglia del Mar dei Coralli svoltasi tra il 4 e l'8 maggio 1942 e in quella decisiva delle Midway a giugno, che fece segnare il passo all'avanzata nipponica. Appoggiò quindi lo sbarco dei marine a Guadalcanal e altre piccole operazioni anfibie; nel novembre 1942 era tra le navi della Task force 67 del contrammiraglio Carleton Wright che tentò di fermare una missione del cosiddetto Tokyo Express: colpito da due siluri, perse la prua e dovette rimanere in riparazione fino al settembre 1943.
Da novembre partecipò direttamente alla battaglia di Makin e a dicembre fornì copertura alla flotta di portaerei di squadra, accompagnandole nel corso delle incursioni sulle isole Caroline (in specie contro la base aeronavale nipponica di Truk), sulle Marianne e in Nuova Guinea. Prese poi parte a giugno sia al bombardamento precedente lo sbarco su Saipan, sia alla battaglia del Mare delle Filippine del 19 e 20 giugno 1944; da settembre a ottobre fu invece ridislocato più a sud e impiegò i propri cannoni contro Peleliu. Il 24 ottobre 1944, al comando del contrammiraglio Jesse Oldendorf, ebbe parte nella battaglia dello Stretto di Surigao, uno dei quattro scontri della grande battaglia del Golfo di Leyte che si concluse con il parziale annientamento delle quattro flotte inviate dalla Marina imperiale giapponese a distruggere l'apparato anfibio statunitense, impegnato nella battaglia di Leyte. Ancora di scorta alle portaerei, dopo una breve sosta operativa fu destinato a operare nel corso della battaglia di Okinawa: tuttavia già il 12 aprile 1945 dovette tornare in arsenale per rimpiazzare i cannoni, usurati dall'intensivo utilizzo. La fine della seconda guerra mondiale il 15 agosto trovò l'incrociatore nella baia di Subic nelle Filippine, da dove salpò per le acque coreane e cinesi; qui dette assistenza per gli sbarchi incruenti di Marine nei territori un tempo giapponesi, poi prese a bordo aliquote di smobilitati che rimpatriò entro il gennaio 1946. Radiato dal servizio attivo nel febbraio 1947, il Minneapolis fu parzialmente smantellato e venduto nell'agosto 1959 per essere demolito.

## Servizio operativo

### Costruzione

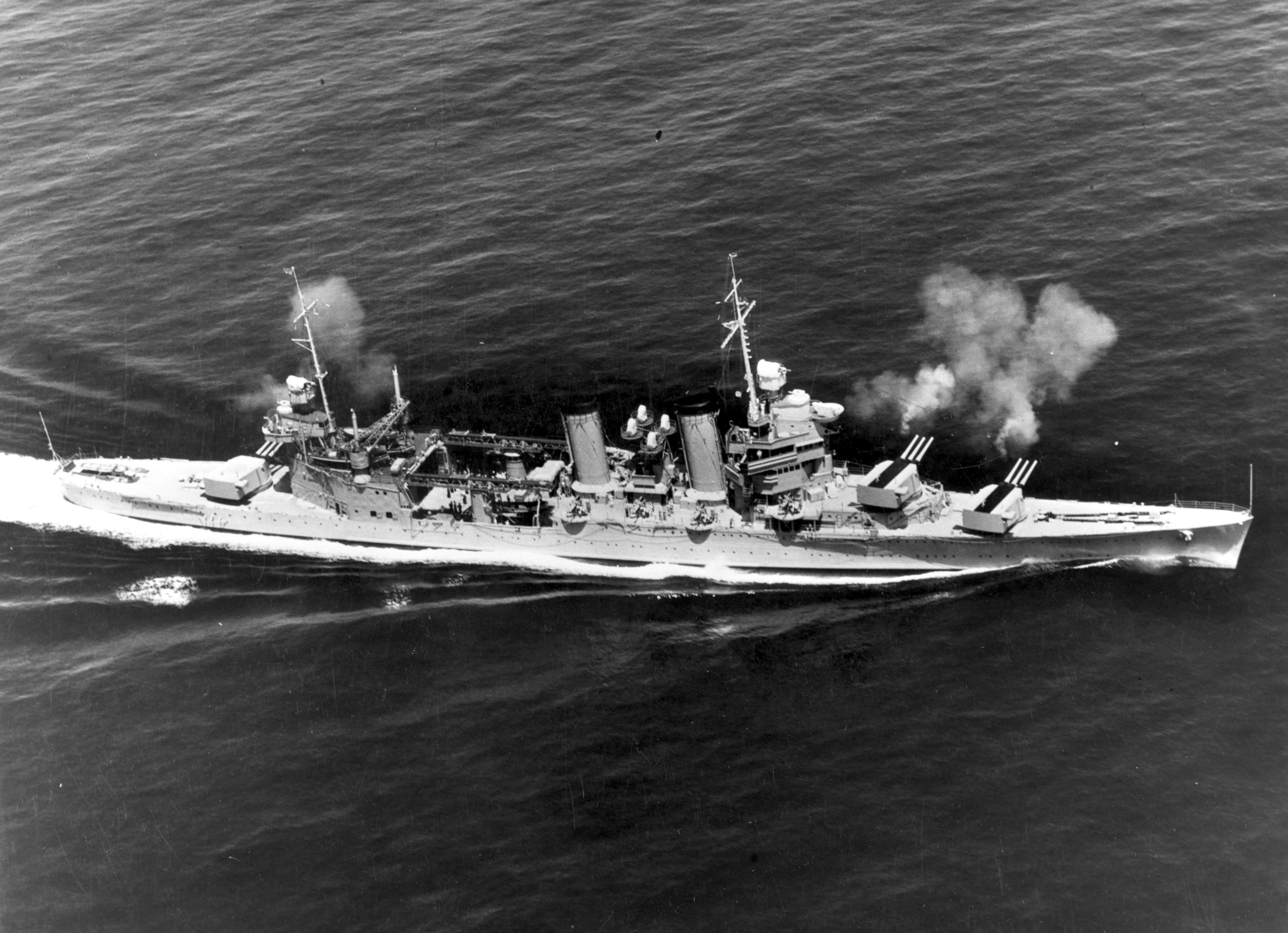
Il Minneapolis in esercitazione nel 1939

L'incrociatore pesante Minneapolis, seconda unità della United States Navy a portare questo nome, fu impostato il 27 giugno 1931 al Philadelphia Naval Shipyard di Philadelphia (Pennsylvania) e fu varato il 6 settembre 1933 nel corso di una cerimonia officiata dalla signora Grace L. Newton: entrò in servizio attivo il 20 giugno 1934 al comando del capitano di vascello Gordon W. Haines; alla nave fu assegnato l'indicativo di chiamata radio in alfabeto fonetico "November-Alpha-Charlie-Foxtrot". Nel complesso le spese per la costruzione e il completamento dell'incrociatore ammontarono a circa 11500000 dollari dell'epoca.

### Primi anni di servizio
Tra il luglio e il settembre 1934 il Minneapolis fu impegnato nella crociera di addestramento e collaudo nelle acque dell'Europa, prima di tornare ai cantieri di Philadelphia dove subì alcune piccole modifiche. Il 4 aprile 1935 lasciò la città e, dopo aver attraversato il canale di Panama, diresse su San Diego in California: giuntovi il 18, si aggregò come da ordini alla 7ª Divisione incrociatori della Scouting Force in forza all'United States Pacific Fleet con la quale operò, negli anni seguenti, lungo la costa occidentale degli Stati Uniti. Ai primi del 1939 ripassò il canale per unirsi all'annuale esercitazione a livello di flotta (XX fleet problem) che si svolse a est delle Piccole Antille, poi fece ritorno nell'Oceano Pacifico prendendo base a Pearl Harbor, nelle Hawaii, nel 1940. La base divenne il fulcro del sistema difensivo statunitense nel Pacifico, in risposta al deteriorarsi dei rapporti con l'Impero giapponese.
In tale periodo ricco di addestramenti, il Minneapolis cambiò varie volte comandante: il 12 dicembre 1935 il capitano Haines era stato rimpiazzato dal parigrado Chester Henry John Keppler, che rimase in carica fino al 7 giugno 1937 quando cedette il posto al capitano di vascello Lucien Frank Kimball. Il 17 dicembre 1938 egli fu a sua volta rimpiazzato dal capitano David Irvin Hedrick, rimasto al comando per un anno e mezzo; il 26 settembre 1940 subentrò il parigrado Frank Jacob Lowry.

### La seconda guerra mondiale

#### 1941-1943

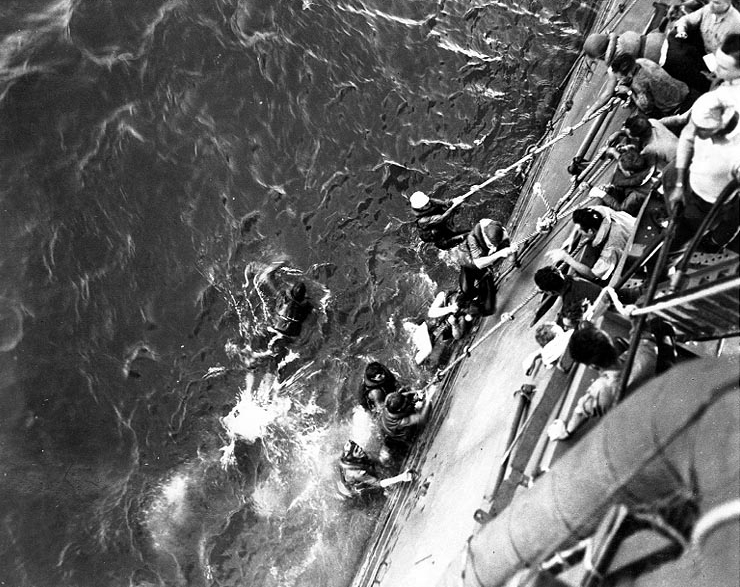
I marinai del Minneapolis soccorrono membri dell'equipaggio della Lexington, abbandonata per i danni subiti nella battaglia del Mar dei Coralli

Il 7 dicembre 1941 l'Impero giapponese lanciò l'attacco di Pearl Harbor con l'obiettivo di annichilire l'United States Pacific Fleet e avere mano libera nella conquista dell'Asia orientale; il Minneapolis, che si trovava circa a 20 miglia di distanza in mare aperto per esercitazioni di tiro, effettuò intensi pattugliamenti attorno alla base devastata, che durarono fino al gennaio 1942. Prima della fine del mese fu aggregato alla scorta della Task force 17 costituita dalle portaerei USS Lexington e USS Yorktown e dalle rispettive scorte, che partì il 31 gennaio per condurre rapide incursioni contro i possedimenti nipponici più esterni: le isole di Wotje, Jaluit e Mili nelle isole Marshall furono attaccate con successo il 1º febbraio e, nel corso dell'azione, il Minneapolis abbatté tre bombardieri bimotori Mitsubishi G4M "Betty". Fornì copertura antiaerea anche nel corso del fallito raid su Rabaul, avvenuto il 20 febbraio, e scortò le portaerei a sud della Nuova Guinea, sulla cui costa settentrionale erano sbarcate il 9 marzo forze giapponesi della 4ª Flotta: fu sferrato un massiccio attacco aereo che colse di sorpresa i giapponesi e inflisse gravi perdite al convoglio nipponico.
Riassegnato assieme al gemello USS New Orleans al comando del contrammiraglio Thomas Kinkaid, il 16 aprile il Minneapolis fece rotta nel Pacifico meridionale di scorta alla Lexington, dove il 1º maggio si unì a un'altra squadra statunitense incentrata sulla portaerei Yorktown, 250 miglia a ovest di Espiritu Santo; fu così formata la Task force 17 al comando del contrammiraglio Frank Fletcher. Tale formazione combatté tra il 4 e l'8 maggio, con il supporto di naviglio anglo-australiano, la battaglia del Mar dei Coralli che fermò l'espansione giapponese verso l'Australia e la minaccia alle rotte di comunicazione tra questa e gli Stati Uniti; nel corso dello scontro la Lexington fu gravemente danneggiata e il Minneapolis aiutò il New Orleans nel salvataggio dell'equipaggio, prima che la nave fosse affondata. Fu integrato poco dopo nella 6ª Divisione incrociatori del contrammiraglio Kinkaid, parte della Task force 16 del contrammiraglio Raymond Spruance che si preparava ad affrontare la Marina imperiale giapponese al largo dell'atollo di Midway. Nel corso della susseguente battaglia (4-6 giugno) rimase a fianco della portaerei e contribuì a difenderle dagli attacchi dei bombardieri in picchiata e degli aerosiluranti.
Il Minneapolis fece una breve tappa a Pearl Harbor per revisione e rifornimento, quindi partì sempre in qualità di scorta alle portaerei, che il 7 agosto 1942 coprirono gli sbarchi sull'isola di Guadalcanal nelle Salomone meridionali, la prima offensiva statunitense sul fronte del Pacifico. Rimase nell'area dei combattimenti e il 31 agosto prese a rimorchio la portaerei USS Saratoga: la nave era stata colpita a nord-est di Guadalcanal da un siluro lanciato dal sommergibile I-26 e i danni richiesero tre mesi di riparazioni. Passato al comando del capitano di vascello Charles Emerey Rosendahl il 6 settembre 1942, nel corso di settembre e ottobre appoggiò le piccole operazioni anfibie condotte dalla 1st Marine Division a ovest della testa di ponte a Punta Lunga, oltre ad assistere l'occupazione di Funafuti.

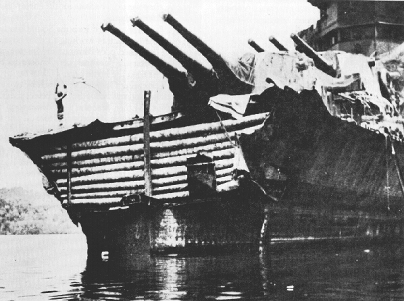
Il Minneapolis dopo la violenta battaglia a Tassafaronga, durante la quale la prua fu strappata da un siluro giapponese

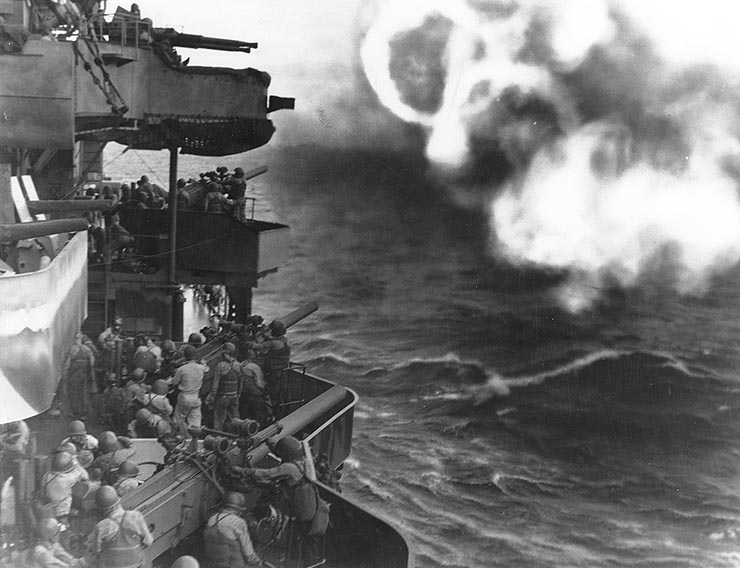
La batteria da 127 mm del Minneapolis apre il fuoco su Makin, nel novembre 1943

Divenuta nave ammiraglia del contrammiraglio Carleton Wright, comandante della Task force 67, salpò la mattina del 30 novembre da Espiritu Santo con altri quattro incrociatori e quattro cacciatorpediniere per intercettare una forza navale giapponese, incaricata di rifornire le truppe sull'isola. Durante la notte ebbe inizio la battaglia di Tassafaronga: i giapponesi furono colti di sorpresa e i cannoni da 203 mm degli incrociatori statunitensi distrussero il cacciatorpediniere Takanami; tuttavia il comandante nipponico, contrammiraglio Raizō Tanaka, reagì con rapidità e mentre accostava per sganciarsi fece lanciare i siluri, due dei quali alle 23:27 colpirono il Minneapolis, situato in mezzo alla linea di fila statunitense. Il primo siluro esplose a babordo a prua, che fu distrutta fino alla torre numero uno esclusa; il secondo si schiantò sulla fiancata in corrispondenza del locale caldaie numero due, provocando un'altra falla e perdita di potenza. Tuttavia la determinazione delle squadre antincendio e il controllo danni da parte dell'equipaggio salvò la nave, che diresse a bassa velocità verso il porto di Tulagi assistita nell'ultimo tratto dal rimorchiatore USS Bobolink. L'equipaggio si dedicò quindi a mimetizzare l'incrociatore con fronde per prevenirne l'avvistamento da parte dei velivoli giapponesi e poi costruì, con l'aiuto di un'unità Seabees, una prua posticcia con tronchi di palma che permise al Minneapolis di riprendere il mare con i propri mezzi e raggiungere il lontano Mare Island Naval Shipyard. Il raddobbo, nel corso del quale il capitano di vascello Rosendahl cedette il comando al parigrado Richard Waller Bates (19 luglio 1943), durò dal 22 aprile al 10 settembre 1943.
Il Minneapolis riprese servizio inquadrato nello schermo difensivo della Task force 58 di portaerei veloci operante sotto le insegne della United States Fifth Fleet (ammiraglio Spruance). Tra il 5 e il 6 ottobre partecipò a un'improvvisa incursione sull'isola di Wake nel Pacifico centrale ordinata dal comandante dell'United States Pacific Fleet, ammiraglio Chester Nimitz; poi dal 20 novembre al 4 dicembre fu impegnato nella zona delle isole Gilbert, fornendo fuoco di supporto nel corso degli sbarchi su Butaritari, la principale isola dell'atollo Makin. Infine tornò a proteggere la flotta di portaerei nel corso dei bombardamenti aeronavali sulle Marshall (in particolare Kwajalein e Majuro), effettuati nel corso di dicembre.

#### 1944-1945

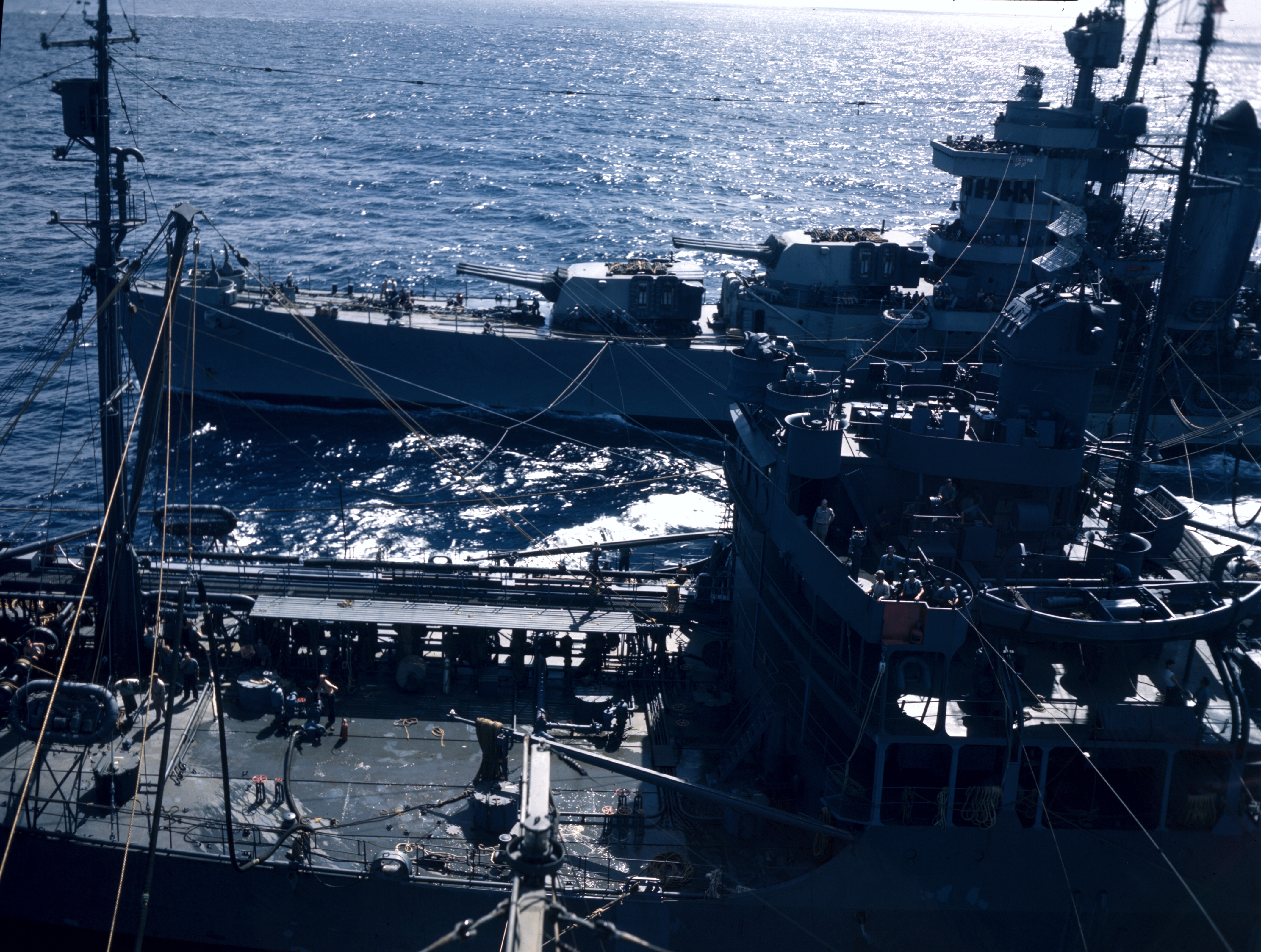
Prima dell'inizio delle operazioni contro le Marshall, il Minneapolis si rifornisce di carburante in alto mare

A fine gennaio 1944 ebbe inizio la campagna statunitense delle Marshall, che si concluse a metà febbraio con la conquista dei punti chiave della difesa giapponese. Dopo tale avanzata, il Minneapolis, sempre nel ruolo di scorta ravvicinata, accompagnò la TF 58 nel corso degli attacchi sulle isole Caroline, Marianne, Palau e contro gli atolli di Satawan e Ponape; dal 22 aprile le missioni offensive delle portaerei si concentrarono sulla Nuova Guinea, dove il generale Douglas MacArthur aveva iniziato una vasta operazione anfibia a Hollandia e Aitape per eliminare del tutto le forze giapponesi sulla grande isola. Il Minneapolis tornò a maggio nelle Marshall e si ancorò all'atollo Majuro, dove il 20 il capitano Bates passò il comando al parigrado Harry Browning Slocum. Dopo la preparazione alla campagna delle isole Marianne, partecipò attivamente al bombardamento dell'isola di Saipan il 14 e il 15 giugno, ma il giorno successivo si riunì alla TF 58 poiché era stata localizzata una numerosa formazione navale giapponese che puntava sull'arcipelago. Nel corso della seguente battaglia del Mare delle Filippine (19-20 giugno), mentre forniva fuoco antiaereo, fu mancato di poco da una bomba che provocò lievi danni, riparati alla meglio dall'equipaggio.

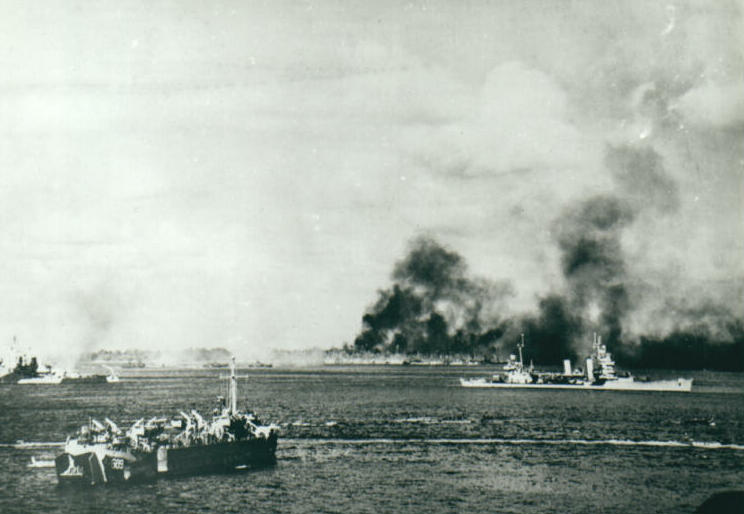
Assieme alla corazzata, il Minneapolis impiega i propri cannoni contro le difese nipponiche sull'isola di Angaur

Dall'8 luglio all'8 agosto rimase al largo dell'isola di Guam e utilizzò intensivamente i propri cannoni su richiesta della 3rd Marine Division, che stava combattendo contro la caparbia opposizione nipponica: al termine della battaglia il comandante della divisione, generale Allen H. Turnage, spese parole di elogio per la precisione e la potenza del tiro del Minneapolis. Tra il 6 settembre e il 14 ottobre l'incrociatore dette un analogo ausilio alle truppe statunitensi durante le battaglie di Peleliu e di Angaur. Poco dopo prese il suo posto nella United States Seventh Fleet, ovvero le forze navali del South West Pacific Area di MacArthur, che fu schierata a fianco dell'United States Third Fleet (nome assunto dalla Fifth Fleet e dalle sue componenti quando erano al comando dell'ammiraglio William Halsey) per intraprendere e appoggiare la campagna di riconquista delle Filippine: il Minneapolis fece parte della forza da bombardamento che penetrò nel Golfo di Leyte, abbattendo anche cinque aeroplani giapponesi. Poi il 24 ottobre, quattro giorni dopo lo sbarco su Leyte, fu riassegnato al comando diretto del contrammiraglio Jesse Oldendorf, alla testa delle forze da battaglia della Settima Flotta che dispiegò dinanzi allo stretto di Surigao, a sud dell'isola invasa: nella notte questa formazione respinse un'aliquota della 2ª Flotta giapponese, che subì perdite gravissime senza alcuna contropartita.
Successivamente alla vittoria nella battaglia, il Minneapolis rimase di scorta alle portaerei ma spesso intervenne contro obiettivi terrestri. Il 4 gennaio 1945 iniziò con altre navi il cannoneggiamento delle coste del golfo di Lingayen, sul litorale nord-occidentale dell'isola di Luzon, ove il 9 gennaio sbarcò la 6ª Armata statunitense. Rimase nell'area fino al 18, poi dal 13 al 18 febbraio supportò gli assalti anfibi sulla penisola di Bataan e sull'isola di Corregidor. Il mese di marzo portò un periodo di tregua al Minneapolis in vista della sua partecipazione alla campagna delle Ryūkyū: il 25 del mese arrivò al largo di Okinawa e bombardò l'isolotto di Kerama Retto, che fu presto occupata da alcuni distaccamenti al fine di disporre, nel corso della campagna, di ancoraggi sicuri per le navi danneggiate e di piattaforme per l'artiglieria terrestre. Il 1º aprile, mentre sbarcavano truppe dei marine e dell'esercito, il Minneapolis prese sotto tiro l'aeroporto della città di Naha, devastandolo e rendendolo inutilizzabile, quindi rimase a disposizione delle divisioni a terra che indicavano via radio obiettivi e fortificazioni. Il 12 aprile, tuttavia, il Minneapolis dovette prepararsi a partire, poiché le canne dei cannoni erano usurate dall'intenso utilizzo cui erano stati sottoposti e si necessitavano sostituzioni: un massiccio attacco aereo giapponese costrinse l'incrociatore a posticipare la partenza. Nel corso del raid abbatté quattro velivoli kamikaze e fu bersaglio di altri tre, che però lo mancarono precipitando in mare senza danno per la nave; al calare della notte fece rotta per Bremerton, nello stato di Washington, nei cui cantieri fu revisionato, riparato e dotato di nuove anime a tutti i pezzi. Il 16 giugno passò agli ordini del capitano di vascello Roy Clare Hudson.

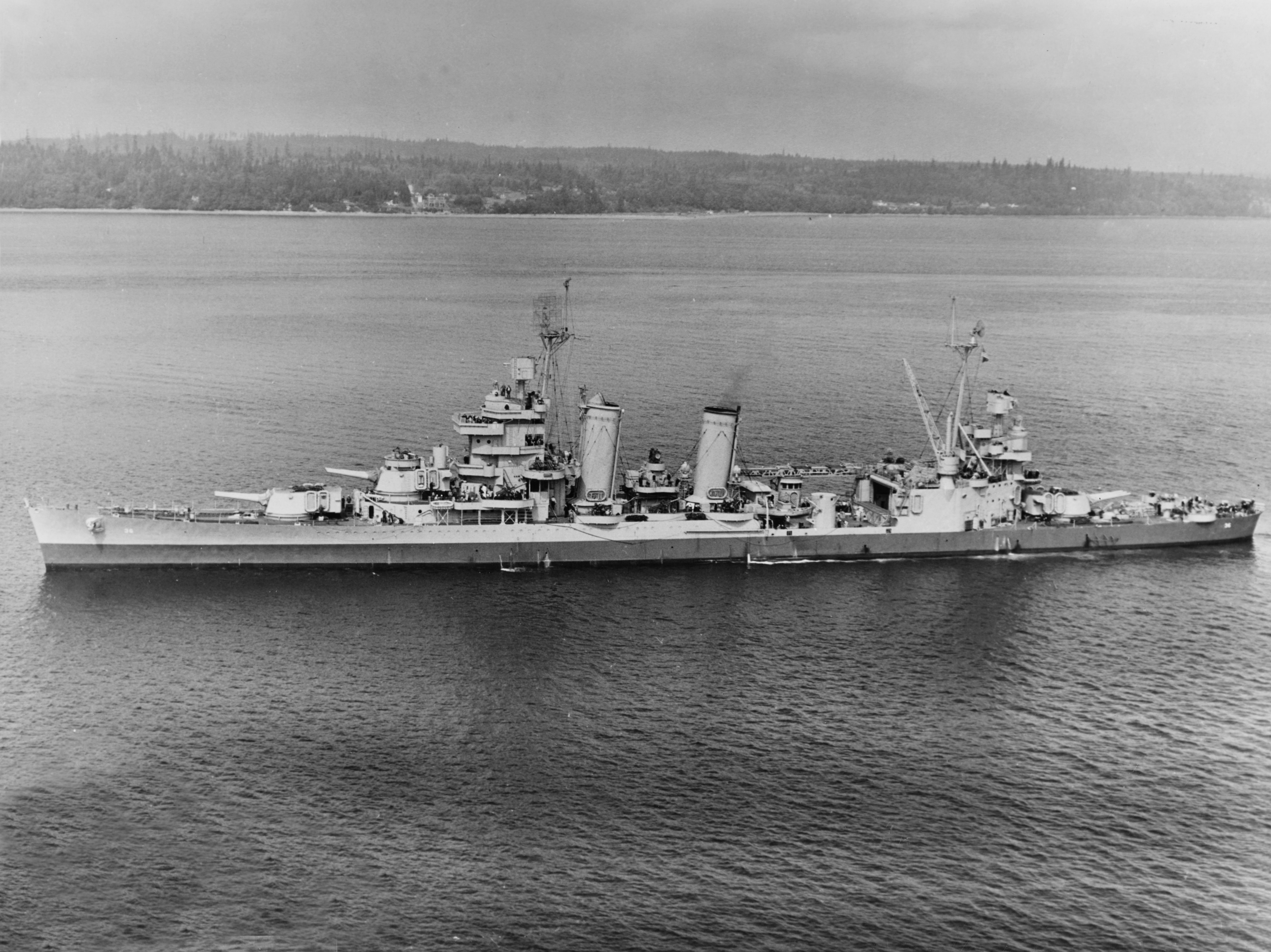
Il Minneapolis come si presentava nel giugno 1945

Il Minneapolis salpò in estate e fece rotta sulla baia di Subic, sulla costa occidentale di Luzon, dove si ormeggiò con numerose altre unità: qui lo colse la fine della seconda guerra mondiale il 15 agosto 1945, quando l'Impero giapponese si arrese senza condizioni agli Alleati.

### Ultimi anni e demolizione
Il contrammiraglio Kinkaid alzò le proprie insegne sul Minneapolis che, pochi giorni dopo il termine delle ostilità, si diresse a nord: il 9 settembre il contrammiraglio accettò la resa delle forze giapponesi in Corea. Nelle settimane successive incrociò nel Mar Giallo monitorando lo sbarco di forze marine a Taku e Chinwangtao in Cina; quindi, nell'ambito dell'operazione Magic Carpet, tra la fine del 1945 e l'inizio del 1946 trasportò a bordo veterani smobilitati e, lasciatili sulla costa occidentale, il 14 gennaio 1946 partì per la sua ultima crociera, che lo portò ad attraversare il canale di Panama per ormeggiarsi a Philadelphia, dove il 21 maggio fu riassegnato alla riserva. Intanto, nel corso del mese di gennaio, il comando era stato preso dal commodoro Jack Maginnis che lo mantenne per due mesi, venendo sostituito a marzo dal parigrado Hugh Marion Maples.
Il 10 febbraio 1947 il Minneapolis fu radiato dal servizio attivo con la flotta. Il 14 agosto 1959 lo scafo disarmato fu venduto per essere demolito alla Union Metals & Alloys Corporation.

## Riconoscimenti
L'incrociatore pesante Minneapolis fu insignito di sedici Battle star per il servizio reso durante la seconda guerra mondiale.